# Heidi Hartmann (Wirtschaftswissenschaftlerin)

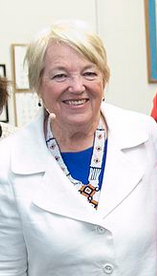
Heidi Hartmann, 2014

Heidi Irmgard Hartmann (* 14. August 1945) ist eine US-amerikanische Wirtschaftswissenschaftlerin.

## Werdegang, Forschung und Lehre
Hartmann studierte Wirtschaftswissenschaften am Swarthmore College, an dem sie 1967 als Bachelor of Arts graduierte. Später setzte sie ihr Studium an der Yale University fort, während ihres bis 1972 dauernden Masterstudiums arbeitete sie parallel als Programmiererin in der Stadtplanung von New Haven. Anschließend setzte sie ihr Studium an der Hochschule fort, die sie 1974 mit einem Ph.D.-Titel verließ. Nach einem Jahr als Lehrberechtigte in Yale zog sie nach New York City, wo sie als Assistant Professor an der New School for Social Research tätig war. 1976 ging sie nach Washington, D.C., um zunächst als Ökonomin für die United States Commission on Civil Rights und später die National Academy of Sciences zu arbeiten. Hierbei zeichnete sie für verschiedene Studien und Berichte verantwortlich. 1987 gründete sie das Institute for Women’s Policy Research, später übernahm sie den Chefredakteursposten beim vierteljährlich erscheinenden Periodikum Journal of Women, Politics & Policy. Mittlerweile lehrt und forscht sie an der privaten American University.
Hartmanns Hauptaugenmerk liegt in der Erforschung der Rolle der Frau in der Ökonomie, insbesondere beschäftigte sie sich mit dem Beitrag zum Funktionieren der Wirtschaft aufgrund unentgeltlicher Tätigkeiten im Haushalt und der Pflege von Familienangehörigen, dem Gender-Pay-Gap, der Erwerbstätigkeit von Frauen sowie dem Beitrag zu den sozialen Sicherungssystemen in den Vereinigten Staaten und dem hieraus resultierenden Nutzen für Frauen. Unter anderem unterstützte die American Statistical Association mit einem Stipendium ihre Forschungsarbeit zur Armut von Frauen. Für den National Council of Women’s Organizations leitete sie die Arbeitsgruppe zu „Frauen und sozialer Sicherheit“.
Für ihre Arbeit wurde Hartmann mehrfach ausgezeichnet, insbesondere erhielt sie 1994 das renommierte und mit 625.000 US-Dollar dotierte MacArthur Fellowship. 1996 zeichnete ihre Alma Mater, die Yale University, sie mit der Wilbur Cross Medal aus.
Hartmann ist seit 1979 in zweiter Ehe verheiratet, insgesamt hat sie drei Kinder.